# Arago de Sète
Pour les articles homonymes, voir Arago.
Maillots
Actualités
Dernière mise à jour : 18 novembre 2023.
L'Arago de Sète est un club français de volley-ball, fondé en 1953 et basé à Sète (Hérault) Il évolue actuellement en Ligue A du championnat de France de volley-ball masculin, le plus haut niveau national.

## Historique
L'Arago de Sète fut fondée par des anciens élèves de l'école Arago, en 1953, dont le premier, Maurice Vié. Ce club omnisports comprenait des sections volley-ball (dont il s'occupait), judo, tennis de table, cinéclub, bibliothèque, notamment. Une forme d'avant goût des maisons des jeunes. Et c'est dans les années 1968 que la section volley-ball de l'Arago de Sète a fait route seule, gravissant ainsi les marches jusqu'à leur première coupe d'Europe. Maurice Vié en est resté le président jusqu'en 1983. Il demeure jusqu'à son décès le 25 juin 2009 président fondateur et membre du comité directeur.

## Bilan sportif

### Palmarès
- Championnat de France
  - Finaliste : 1988, 2005, 2016
- Coupe de France (1)
  - Vainqueur : 1988
  - Finaliste : 2004

### Bilan par saison
| Saison    | Division | Saison régulière | Phase finale    | Coupe de France    | Coupes d'Europe     |
| --------- | -------- | ---------------- | --------------- | ------------------ | ------------------- |
| 2022-2023 | Ligue A  |                  |                 |                    |                     |
|           |          |                  |                 |                    |                     |
| 2012-2013 | Ligue A  | 2e               | Quart de finale | Huitième de finale | 3e poule G          |
| 2011-2012 | Ligue A  | 3e               | Demi-finale     | Huitième de finale | Quart de finale     |
| 2010-2011 | Ligue A  | 3e               | Demi-finale     | Seizième de finale | Challenge round     |
| 2009-2010 | Ligue A  | 2e               | Demi-finale     | 1er tour           |                     |
| 2008-2009 | Pro A    | 9e               | NA              | Quart de finale    |                     |
| 2007-2008 | Pro A    | 8e               | NA              | Huitième de finale |                     |
| 2006-2007 | Pro A    | 6e               | NA              | Quart de finale    | Quart de finale     |
| 2005-2006 | Pro A    | 5e               | Quart de finale | Demi-finale        | Huitième de finale  |
| 2004-2005 | Pro A    | 4e               | Finaliste       | Quart de finale    |                     |
| 2003-2004 | Pro A    | 6e               | Quart de finale | Finaliste          | Quart de finale     |
| 2002-2003 | Pro A    | 4e               | 3e              | Quart de finale    | Huitième de finale  |
| 2001-2002 | Pro A    | 4e               | 4e              | Seizième de finale |                     |
| 2000-2001 | Pro A    | 9e               | NA              | Huitième de finale | NA                  |
| 1999-2000 | Pro A    | 8e               | Quart de finale | Demi-finale        | Quart de finale CEV |
| 1998-1999 | Pro A    | 6e               | Demi-finale     |                    |                     |

## Joueurs et personnalités du club

### Entraîneurs
- +1981-1982+ :  Marek Karbarz
- 1985-1995 :  Éric Daniel

...
- 2000-2001 :  Philippe Blain
- 2001-2002 :  Dragan Mihailovic
- 2002-2004 :  Josef Smolka Jr.
- 2004-2007 :  Patrick Duflos
- 2007-2009 :  Philippe Salvan
- 2009-2016 :  Patrick Duflos
- 2016-2019 :  Fabien Dugrip
- Juin-déc. 2019 :  Mladen Kašić
- Déc. 2019-2022 :  Patrick Duflos
- 2022- :  Luc Marquet

### Effectif actuel (2022-2023)
| No                                          | Nom                                         | Date de naissance                           | Taille                       | Poids                        | Poste                        |
| ------------------------------------------- | ------------------------------------------- | ------------------------------------------- | ---------------------------- | ---------------------------- | ---------------------------- |
| 1                                           | Maximiliano GAUNA                           | 24 mai 1989                                 | 1,97                         | {{{poids}}}                  | Central                      |
| 2                                           | Romain CAPET                                | 20 novembre 2002                            | 1,98                         | {{{poids}}}                  |                              |
| 3                                           | Danylo HRYTSENKO                            | 24 novembre 2003                            | 2,03                         | {{{poids}}}                  | Central                      |
| 6                                           | Célestin BERGERON                           | 22 décembre 2003                            | 1,92                         | {{{poids}}}                  | Passeur                      |
| 7                                           | Matthieu GARCIA                             | 11 mars 2000                                | 1,84                         | {{{poids}}}                  | Passeur                      |
| 8                                           | Cheikh DIOP                                 | 9 octobre 2000                              | 1,92                         | {{{poids}}}                  | Attaquant                    |
| 9                                           | Tom PICARD                                  | 16 septembre 1998                           | 1,87                         | {{{poids}}}                  |                              |
| 10                                          | Mahdi Bentahar                              | 17 septembre 2004                           | 2,04                         | {{{poids}}}                  | Central                      |
| 12                                          | Nikita ZOLOTUKHIN                           | 15 avril 2003                               | 2,12                         | {{{poids}}}                  | Central                      |
| 13                                          | Timo BERIOT                                 | 31 décembre 2000                            | 2,02                         | {{{poids}}}                  |                              |
| 14                                          | Romain DEVEZE                               | 5 octobre 1993                              | 1,85                         | {{{poids}}}                  | Libero                       |
| 15                                          | Kyle RUSSELL                                | 25 août 1993                                | 2,05                         | {{{poids}}}                  | Attaquant                    |
| 16                                          | Hugo FOUILLADE                              | 28 avril 2000                               | 1,80                         | {{{poids}}}                  | Libero                       |
| 17                                          | Lisandro ZANOTTI                            | 4 octobre 1990                              | 1,95                         | {{{poids}}}                  |                              |
| 18                                          | Ardo Kreek                                  | 7 août 1986                                 | 2,03                         | {{{poids}}}                  | Central                      |
| 19                                          | Tibo RIPPERT                                | 15 novembre 2001                            | 1,93                         | {{{poids}}}                  |                              |
| 20                                          | Derek EPP                                   | 15 juin 1998                                | 1,96                         | {{{poids}}}                  | Passeur                      |
|                                             |                                             |                                             |                              |                              |                              |
| Encadrement technique                       | Encadrement technique                       |                                             | Légende                      | Légende                      | Légende                      |
| Entraîneur : Luc Marquet                    | Entraîneur : Luc Marquet                    | Entraîneur : Luc Marquet                    | : Capitaine                  | : Capitaine                  | : Capitaine                  |
| Entraîneur(s) adjoint(s) : Christophe Lefel | Entraîneur(s) adjoint(s) : Christophe Lefel | Entraîneur(s) adjoint(s) : Christophe Lefel | : Joueur blessé actuellement | : Joueur blessé actuellement | : Joueur blessé actuellement |

## Identité visuelle

Ancien logo.
Logo actuel.